# Charlotte Lilt
Charlotte Lilt ist eine US-amerikanische Schauspielerin, Filmproduzentin, Model und Unternehmensgründerin.

## Leben
Lilt gründete im Februar 2018 gemeinsam mit Jason Wiechert die Filmproduktionsfirma Falling Flame Pictures. Die beiden sind außerdem Eltern eines Sohnes.
Sie begann ihre Schauspielkarriere mit Besetzungen in einzelnen Episoden von Fernsehserien und Kurzfilmen, ehe sie 2015 in Jurassic Monster erstmals in einem Spielfilm mitwirkte. 2016 spielte sie im Kurzfilm Kick Ass Cops: Tied Up Dead und im gleichen Jahr im Spielfilm Kick Ass Cops: The Colgate Case die Rolle der Dalia. Außerdem war sie im B-Movie Atomic Shark zu sehen. Seit 2014 arbeitet sie außerdem als Model. Seit der Gründung ihrer Produktionsfirma ist sie auch als Filmproduzentin tätig.

## Filmografie

### Schauspiel
- 2014: Grown Women (Fernsehserie, Episode 1x04)
- 2015: Legends & Lies (Fernsehserie, Episode 1x02)
- 2015: The Woman of the Mountain (Kurzfilm)
- 2015: Kick Ass Cops: Shotgun Bodyslam (Kurzfilm)
- 2015: Between the Other Side (Kurzfilm)
- 2015: Sweet Tooth (Kurzfilm)
- 2015: Jurassic Monster (Monster: The Prehistoric Project)
- 2016: Kick Ass Cops: Tied Up Dead (Kurzfilm)
- 2016: Kick Ass Cops: The Colgate Case
- 2016: #NoFilter with Tarah and Charlotte (Mini-Fernsehserie)
- 2016: Atomic Shark
- 2016: The Padded Room (Kurzfilm)
- 2018: Enlisted (Kurzfilm)
- 2019: Punishment (Mini-Fernsehserie)

### Produzent
- 2018: Astoria (Kurzfilm)